# لغزش (فیلم ۱۹۷۲)
لغزش (لهستانی: Poślizg) یک فیلم درام لهستانی به کارگردانی یان اومنیتسکی است که در سال ۱۹۷۲ منتشر شد.

## گزیدهٔ بازیگران
- باربارا سووتیشیک
- یان انگلرت
- یژی کاماس
- برونیسواف پاولیک
- تادئوش اومنیتسکی
- یژی اسکولیموفسکی
- هالینا گولانکو
- توماش زالیفسکی
- کشیشتف کوالفسکی
- ویتولد دنبیتسکی
- پیوتر فرونچوسکی
- هلنا نوروویچ
- هانا لاخمن